# Peter McNeil
Pour les articles homonymes, voir McNeil.
Ne doit pas être confondu avec Peter MacNeill.
Peter McNeil est un footballeur écossais, né en 1854, à Rhu, Argyll and Bute et mort le 30 mars 1901 (à 47 ans). Il est l'un des membres fondateurs des Rangers où il évolue au poste d'arrière gauche. Il fait partie du Rangers FC Hall of Fame.

## Biographie
Natif de Rhu, Argyll and Bute, sa famille s'installe à Glasgow aux environs de 1870. En 1872, à l'âge de 17 ans, avec les son frère Moses, Peter Campbell et William McBeath, il voit un groupe d'hommes jouer au football au Glasgow Green et ils furent tellement impressionnés qu'ils décidèrent de fonder leur propre équipe : les Rangers étaient nés. Le premier match recensé, une confrontation contre une équipe de Glasgow appelée Callander F.C. (en) eut lieu au Glasgow Green et se conclut par un 0-0.
Il participe aussi au premier match en compétition des Rangers, le 10 octobre 1874, en Coupe d'Écosse, pour une victoire 2-0 contre Oxford F.C. (en).
Délaissant quelque peu le terrain, il se consacra principalement à un rôle administratif dans le club. Il fut notamment le premier match secretary du club jusqu'en 1883, dénomination disparue mais qui renverrait aujourd'hui au rôle d'un manager. Il fut aussi vice-président du club de 1886 jusqu'en 1888, date à laquelle il démissionna de ce rôle. Il a aussi assuré le rôle de trésorier de la Fédération écossaise de football pendant une courte durée.
Par la suite, il connut de gros problèmes financiers et il se mit à souffrir de troubles mentaux. Il fut interné en asile à Hawkhead (en), Renfrewshire où il subit une lobotomie avant d'y décéder en 1901, à 47 ans.